# Manuel Gómez-Salazar y Lucio-Villegas
Manuel Gómez Salazar y Lucio-Villegas (Arija, 1824 - Burgos, 14 de junio de 1893) fue un religioso español, obispo de Málaga y arzobispo de Burgos. Como obispo de Málaga apoyó a la futura beata Petra de San José en la fundación de la Congregación Madres Desamparados y San José de la Montaña.

## Biografía
Hijo de Clemente y María, y sobrino de su homónimo el canónigo penitenciario de la colegiata de Covarrubias Manuel Gómez Salazar, una vez ordenado sacerdote ejercerá como profesor en el seminario de Burgos y después en el de Toledo. Más tarde alcanzaría una cátedra en Valencia dónde fue canónigo y profesor y rector del seminario. Fue considerado en su época uno de los mejores hebraístas.

### Episcopado
En 1875 fue nombrado obispo de Sigüenza. En 1879 fue trasladado al obispado de Málaga y finalmente fue nombrado arzobispo de Burgos en 1886.
Aceleró los trámites para que en la casa de la familia Zegrí en Granada se estableciera el noviciado de las Hermanas Mercedarias de la Caridad. Durante su estancia en Málaga volvieron los Jesuitas en 1881. Instó a la futura beata Petra de San José a que fundara la Congregación de Madres Desamparados y San José de la Montaña y la apoyó en su obra social, sobre todo durante el terremoto de Andalucía de 1884.
En 1891 fue nombrado senador por derecho propio, título que ostentaría hasta su muerte en 1893.